# Michele Dotrice
Michele Dotrice (Cleethorpes, 27 settembre 1948) è un'attrice britannica, attiva in campo teatrale e televisivo.

## Biografia
Figlia di Roy Dotrice e sorella maggiore di Karen Dotrice, Michele Dotrice ha debuttato sul piccolo schermo all'età di dodici anni e da allora ha lavorato intensivamente per cinema, teatro, musical e televisione. Nel 2017 è stata candidata al Laurence Olivier Award alla migliore attrice in un musical.

### Vita privata
È stata sposata con l'attore Edward Woodward dal 1987 alla morte dell'uomo, avvenuta nel 2009, e la coppia ha avuto una figlia, Emily Beth, nata nel 1983 e anch'essa attrice.

## Filmografia parziale

### Cinema
- Creatura del diavolo (The Witches), regia di Cyril Frankel (1966)
- Il mostro della strada di campagna (And Soon the Darkness), regia di Robert Fuest (1970)
- La pelle di Satana (The Blood on Satan's Claw), regia di Piers Haggard (1970)
- Captain Jack, regia di Robert Young (1999)
- Mia moglie è un fantasma (Blithe Spirit), regia di Edward Hall (2020)

### Televisione
- Jane Eyre nel castello dei Rochester (Jane Eyre), regia di Delbert Mann – film TV (1970)
- Jason King – serie TV, episodio 1x03 (1971)
- Un terribile cocco di mamma (Some Mothers Do 'Ave 'Em) – serie TV, 23 episodi (1973-2016)
- Zodiac – serie TV, episodio 1x06 (1974)
- Un giustiziere a New York (The Equalizer) – serie TV, episodio 2x11 (1986)
- Boon – serie TV, episodio 3x08 (1988)
- L'ispettore Barnaby (Midsomer Murders) - serie TV, episodio 1x04 (1998)
- Holby City – serie TV, episodio 5x10 (2002)
- Kate & Emma - Indagini per due (Murder in Suburbia) – serie TV, episodio 2x06 (2005)
- Doctors – soap opera TV, 2 puntate (2008-2009)
- Miss Marple (Agatha Christie's Marple) – serie TV, episodio 5x04 (2010)
- Delitti in Paradiso (Death in Paradise) – serie TV, episodio 3x08 (2014)
- Big School – serie TV, episodio 2x06 (2014)
- Inside No. 9 – serie TV, episodio 2x02 (2015)
- A Very English Scandal – miniserie TV, 2 puntate (2018)
- McDonald & Dodds – serie TV, episodio 1x02 (2020)
- The Cockfields – serie TV, 4 episodi (2021)

## Doppiatrici italiane
Nelle versioni in italiano delle opere in cui ha recitato, Michele Dotrice è stata doppiata da:
- Doriana Chierici in A Very English Scandal, Mia moglie è un fantasma
- Flaminia Jandolo in Jane Eyre nel castello dei Rochester
- Emanuela Rossi in Un terribile cocco di mamma